# Élection présidentielle autrichienne de 2004
L’élection présidentielle autrichienne de 2004 (Bundespräsidentenwahl in Österreich 2004) s'est tenue en Autriche le 25 avril 2004, en vue d'élire le président fédéral pour un mandat de six ans. Le social-démocrate Heinz Fischer a été élu pour un premier mandat dès le premier tour, avec 52,4 % des voix.

## Mode de scrutin
Le président fédéral d'Autriche (Bundespräsident) est élu au suffrage universel direct, pour un mandat de six ans renouvelable une seule fois consécutivement. Seuls les citoyens autrichiens âgés d'au moins 35 ans révolus au 1er janvier de l'année électorale et n'appartenant pas à la maison royale et impériale des Habsbourg-Lorraine ou à la maison de Habsbourg, qui ont régné sur l'Autriche, peuvent se présenter. Le candidat qui remporte la majorité absolue des suffrages exprimés au premier tour est déclaré élu. Dans le cas contraire, un second tour est organisé entre les deux candidats arrivés en tête.

## Candidats
Pour la première fois depuis l'élection de 1974, seuls deux candidats étaient en lice, chacun soutenu par l'un des deux grands partis du pays.

### Benita Ferrero-Waldner
Le Parti populaire autrichien (ÖVP), dirigé par le chancelier fédéral Wolfgang Schüssel, avait choisi d'accorder son investiture à la ministre fédérale des Affaires étrangères, Benita Ferrero-Waldner, 55 ans. Troisième femme à se présenter à une élection présidentielle en Autriche, elle était cependant la première désignée par l'un des deux grands partis du pays.

### Heinz Fischer
Le Parti social-démocrate d'Autriche (SPÖ), principale force de l'opposition, avait désigné le deuxième président du Conseil national, et ancien ministre fédéral de la Science et de la Recherche puis président du Conseil national, Heinz Fischer, 65 ans, afin de le représenter.

## Résultats
|                          | Heinz Fischer            | SPÖ                      | 2 166 690 | 52,39 |  |  |
|                          | Benita Ferrero-Waldner   | ÖVP                      | 1 969 326 | 47,61 |  |  |
|                          |                          |                          |           |       |  |  |
| Suffrages exprimés       | Suffrages exprimés       | Suffrages exprimés       | 4 136 016 | 95,77 |  |  |
| Votes blancs ou nuls     | Votes blancs ou nuls     | Votes blancs ou nuls     | 182 423   | 4,23  |  |  |
| Total                    | Total                    | Total                    | 4 318 439 | 100   |  |  |
| Abstention               | Abstention               | Abstention               | 1 712 543 | 29,40 |  |  |
| Inscrits / Participation | Inscrits / Participation | Inscrits / Participation | 6 030 982 | 71,60 |  |  |